# Madame Thenard

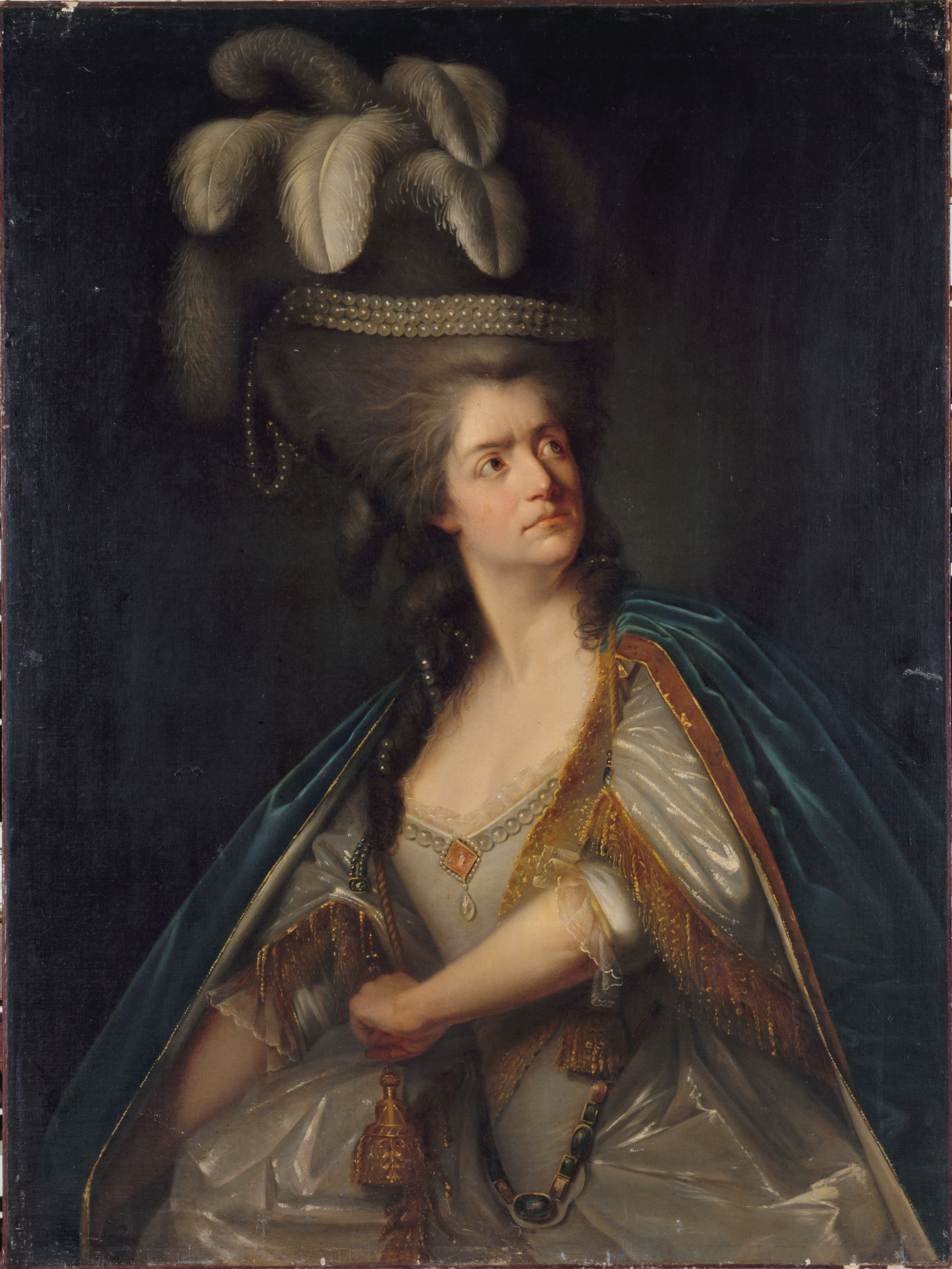
Madame Thénard in der Rolle der Hermione im Stück Andromache

Marie-Magdeleine-Claudine Chevalier-Perrin, bekannt als Madame Thénard, genannt la Grande (* 11. Dezember 1757 in Voiron; † 20. Dezember 1849 in Paris), war eine französische Schauspielerin.
Erste Schritte auf der Bühne machte sie an der Opéra de Marseille, wo sie von Préville entdeckt wurde, als er dort ein Gastspiel gab. Sie wurde Voltaire für eine Rolle in dem Stück L’Orphelin de la Chine vorgeschlagen und durfte daraufhin 1777 ihr Debüt als Idamé an der Comédie-Française geben. Der Erfolg blieb allerdings aus und sie wechselte nach Lyon, kehrte jedoch bereits 1781 an die Comédie zurück. Nun fiel sie auch Friedrich Melchior Grimm auf, der sie sehr lobte. Daraufhin bekam sie ein halbes Engagement als Sociétaire de la Comédie-Française, als Zweitbesetzung von Rose Vestris.
Im Jahr 1779 bekam sie mit ihrem Kollegen Grammont, den sie aber erst 1782 heiratete, einen Sohn. Grammont wurde im Zuge der Französischen Revolution Anhänger der Hébertisten und endete schließlich unter der Guillotine. Auch sie selbst wurde in die Revolutionswirren gerissen und, wie fast alle ihre Kollegen, im Jahr 1793 arrestiert. Nach nur kurzer Haft suchte sie sich neue Engagements in verschiedenen Häusern, konnte aber nach der Neugründung der Comédie sofort wieder an ihre alten Erfolge anschließen. So war sie auch Teil der großen Tournee, die sie 1813 bis nach Dresden führte.
Nach über 20 Jahren Verpflichtung an der Comédie stand ihr eine Pension zu, die 7500 Livre betrug, und so nahm sie 1819 den Bühnenabschied. Sie konnte dabei auf 28 Hauptrollen, die sie prägte, zurückblicken.

## Trivia
17 Jahre vor ihrem Tod erblindete Thénard und da sie immer noch sehr mit der Comédie verbunden war und dort Freunde hatte, ließ ihr ihre junge Kollegin Rachel ein Kartenspiel mit Relief anfertigen, damit sie weiter Karten spielen konnte.